# Uriás
Az Uriás héber eredetű férfinév, jelentése: Jahve világosság.

## Gyakorisága
Az 1990-es években szórványos név, a 2000-es években nem szerepel a 100 leggyakoribb férfinév között.

## Névnapok
- január 14.[2]

## Híres Uriások
- Uriás próféta
- a hettita Uriás(wd): bibliai szereplő, zsoldos katona. Dávid király megölette, hogy elvegye feleségét, Betsabét.